# 霍赫斯塔夫山
47°58′14″N 15°41′24″E / 47.97056°N 15.69000°E

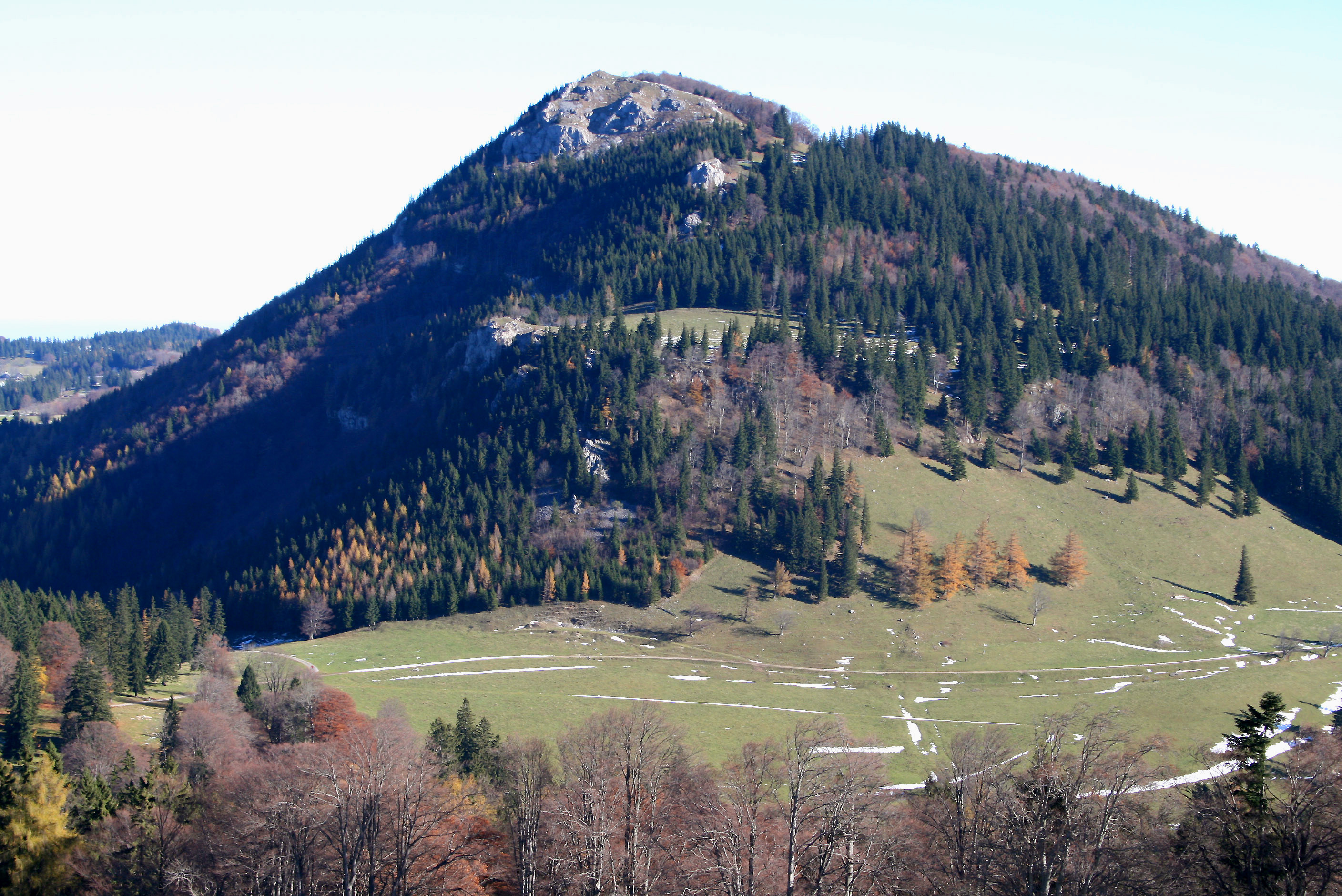

霍赫斯塔夫山（德語：Hochstaff），是奧地利的山峰，位於該國東部，由下奧地利州負責管轄，屬於古滕施泰因阿爾卑斯山脈的一部分，距離賴薩爾佩山2.1公里，海拔高度1,305米。